# Metro van Novosibirsk
De metro van Novosibirsk (Russisch: Новосибирский метрополитен, Novosibirski metropoliten) werd geopend in 1986 en bestaat uit twee lijnen, die elkaar kruisen in het centrum van de stad. Het netwerk heeft een lengte van 16 kilometer en telt 13 stations. Novosibirsk was de vierde Russische stad die een metro kreeg en de elfde in de Sovjet-Unie. De metro van Novosibirsk is het enige metrosysteem in Siberië.

## Geschiedenis

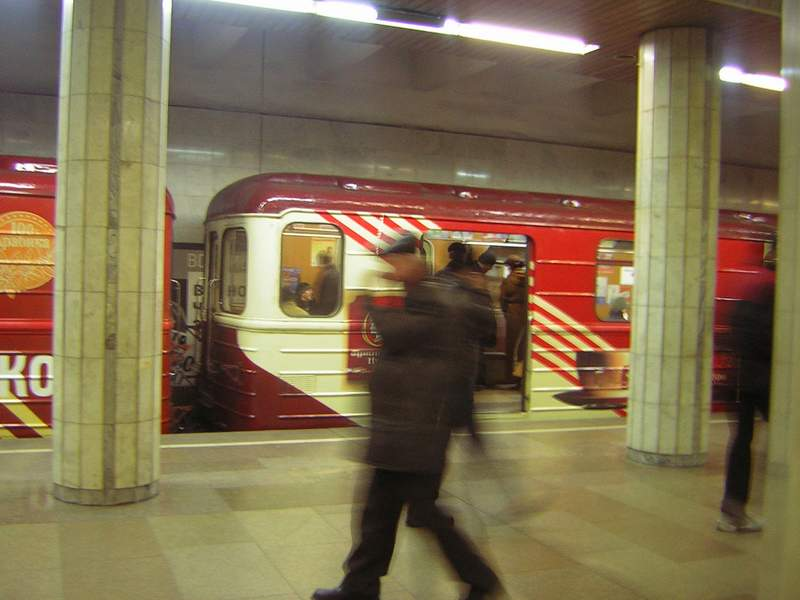
Metrotrein in station Sibirskaja

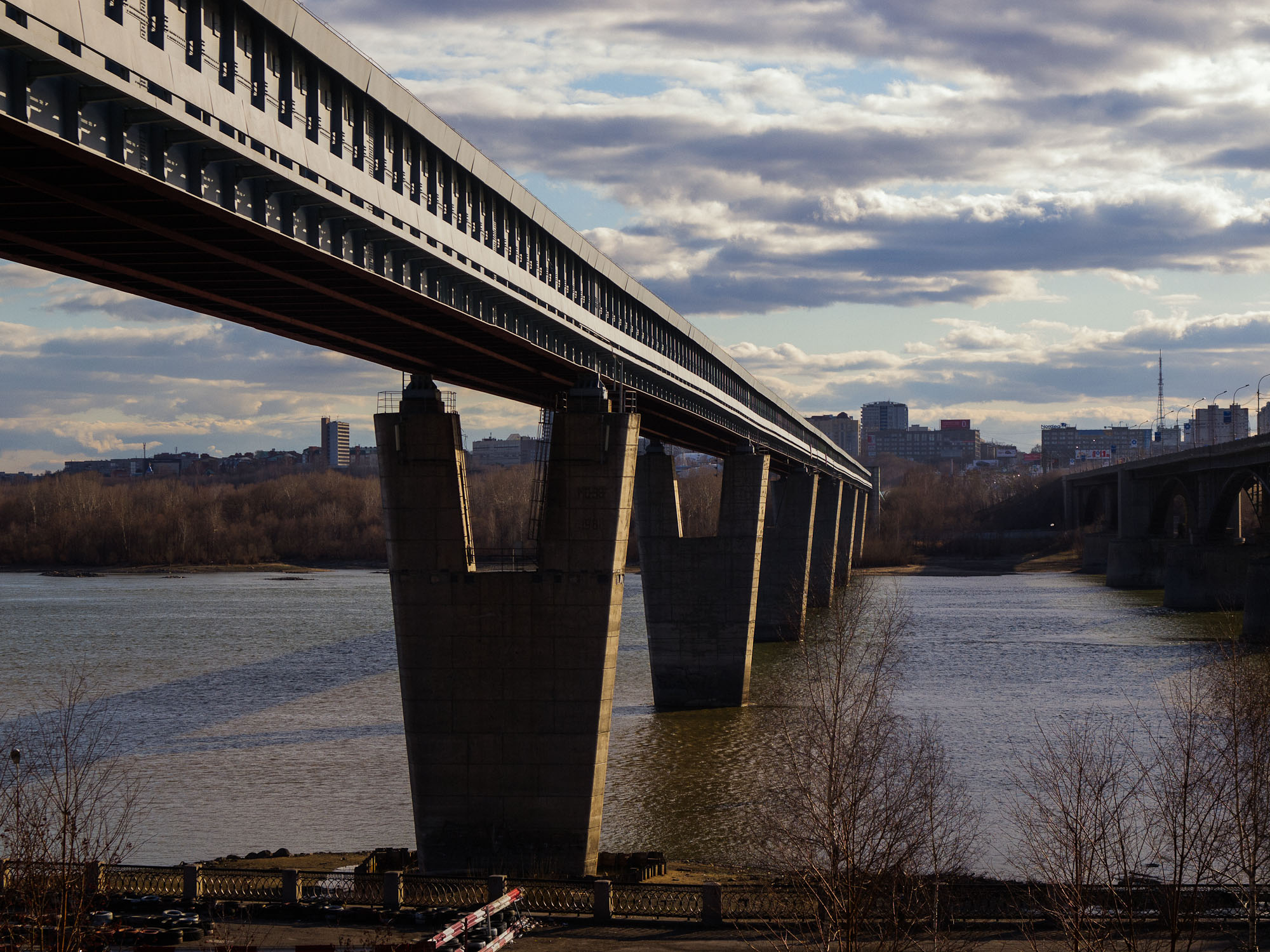
Overdekte metrobrug over de Ob

De eerste plannen voor een metro in Novosibirsk werden gemaakt in de jaren 1960. De stad groeide sterk en het tramnet kon de toenemende reizigersstroom niet meer aan. Er werd een netwerk ontworpen van vier lijnen met een totale lengte van 62 kilometer. Op 12 mei 1979 begon de bouw van de eerste lijn, de van noord naar zuid lopende Leninskaja-lijn. Na een bouwtijd van zeven en een half jaar werd op 7 januari 1986 het 7,3 kilometer lange en vijf stations tellende traject Krasnyj Prospekt - Stoedentsjeskaja geopend.
De eerste lijn was niet verbonden met het hoofdstation van Novosibirsk. Om toch een overstap op de spoorwegen mogelijk te maken opende op 31 december 1987 een enkelsporige pendeldienst tussen Sibirskaja (verbonden met station Krasnyj Prospekt op de Leninskaja-lijn) en Plosjtsjad Garina-Michajlovskogo (spoorwegstation). Het traject was 1,5 km lang en maakt nu deel uit van de Dzerzjinskaja-lijn.
In het begin van de jaren 1990 werd de Leninskaja-lijn uitgebreid tot zijn huidige vorm: in het zuiden tot Plosjtsjad Marksa op 26 juli 1991, in het noorden tot Zajeltsovskaja op 2 april 1992. Vanwege de economische crisis in Rusland werden verdere projecten vervolgens bevroren. Pas op 28 december 2000 kwam de eerstvolgende verlenging gereed: de Dzerzjinskaja-lijn werd in het oosten met één station uitgebreid tot Marsjala Pokrysjkina. Op 25 juni 2005 werd de lijn nogmaals verlengd tot aan Berjozovaja Rosjtsja; het huidige oostelijke eindpunt van de Dzerzjinskaja-lijn, Zolotaja Niva, kwam in gebruik op 7 oktober 2010.

## Tunnelbouw
Beide lijnen bestaan uit twee enkelsporige geboorde tunnels met een doorsnede van 5,25 meter. De stations werden door middel van de openbouwmethode aangelegd. De rivier de Ob wordt gekruist door middel van een 2145 meter lange brug, die volledig overdekt is. Bij de aanleg moest rekening gehouden worden met extreme weersomstandigheden (minimumtemperaturen tot -50 °C) en aardbevingen met een kracht van 6 op de schaal van Richter.

## Lijnen
De eerste en langste lijn van het systeem, de Leninskaja-lijn, loopt van het noorden naar het zuidwesten van de stad en kruist de rivier de Ob door middel van een brug. De korte Dzerzjinskaja-lijn verbindt het belangrijkste spoorwegstation van de stad met woonwijken in het oosten.
| Lijn          | Traject                                          | Geopend | Lengte  | Stations | Reisduur |
| ------------- | ------------------------------------------------ | ------- | ------- | -------- | -------- |
| Leninskaja    | Zajeltsovskaja ↔ Plosjtsjad Marksa               | 1986    | 10,5 km | 8        | 15 min.  |
| Dzerzjinskaja | Plosjtsjad Garina-Michajlovskogo ↔ Zolotaja Niva | 1987    | 5,5 km  | 5        | ? min.   |

## Stations
Van de twaalf stations van het net zijn er elf ondergronds; het in de constructie van de metrobrug gelegen station Retsjnoj Vokzal bevindt zich bovengronds. De stations zijn ontworpen en gedecoreerd in typische Sovjetstijl. Vier stations hebben een gewelfd plafond, zeven stations hebben een perronhal met zuilen. Alle stations beschikken over een eilandperron, met uitzondering van Retsjnoj Vokzal, dat met twee zijperrons is uitgerust. De stations Krasnyj Prospekt en Sibirskaja zijn door middel van een voetgangerstunnel met elkaar verbonden en vormen samen een overstapcomplex.

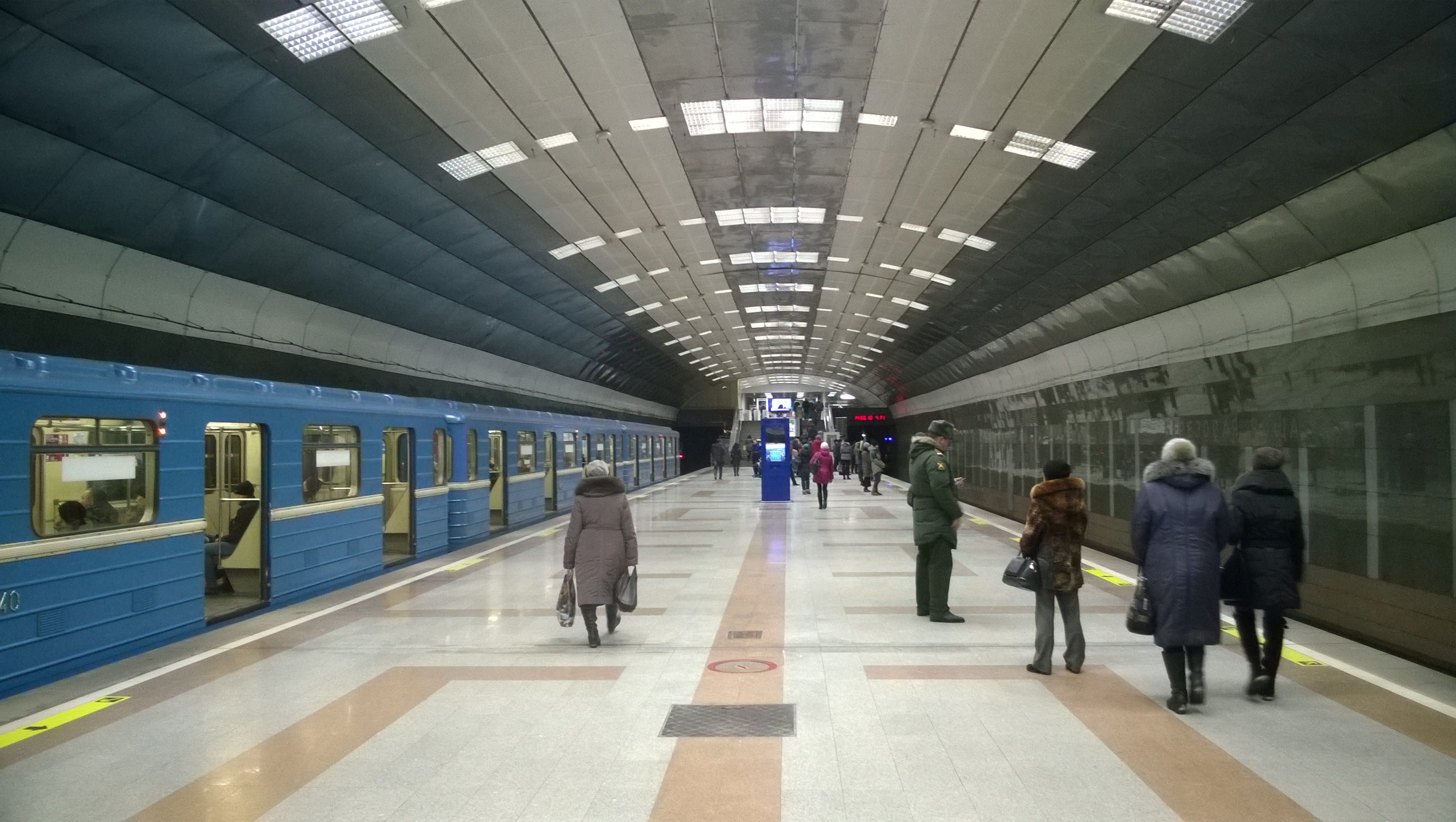
Station Berjozovaja Rosjtsja

| Russisch (cyrillisch)        | Nederlandse transcriptie         |
| ---------------------------- | -------------------------------- |
| Ленинская                    | Leninskaja                       |
| Заельцовская                 | Zajeltsovskaja                   |
| Гагаринская                  | Gagarinskaja                     |
| Красный Проспект             | Krasnyj Prospekt                 |
| Площадь Ленина               | Plosjtsjad Lenina                |
| Октябрьская                  | Oktjabrskaja                     |
| Речной Вокзал                | Retsjnoj Vokzal                  |
| Спортивная                   | Sportivnaja                      |
| Студенческая                 | Stoedentsjeskaja                 |
| Площадь Маркса               | Plosjtsjad Marksa                |
| Дзержинская                  | Dzerzjinskaja                    |
| Площадь Гарина-Михайловского | Plosjtsjad Garina-Michajlovskogo |
| Сибирская                    | Sibirskaja                       |
| Маршала Покрышкина           | Marsjala Pokrysjkina             |
| Берёзовая Роща               | Berjozovaja Rosjtsja             |
| Золотая Нива                 | Zolotaja Niva                    |

## Rollend materieel
De dienst op beide lijnen wordt uitgevoerd met materieel van het Sovjet-standaardtype 81-714/81-717. De vloot bestaat uit 80 wagons die tot 20 vierrijtuigstellen gekoppeld worden. Achttien treinen worden ingezet op de Leninskaja-lijn, voor de Dzerzjinskaja-lijn zijn twee treinstellen beschikbaar. De treinen worden via een derde rail gevoed met 825 V gelijkstroom en hebben een maximumsnelheid van 80 km/u. De spoorwijdte bedraagt 1524 mm, zoals overal in Rusland. Voor stalling en onderhoud bevindt zich een bovengronds depot nabij het station Gagarinskaja.

## Praktische informatie
De metro van Novosibirsk is geopend van 6 uur 's ochtends tot middernacht. Ritten kunnen zowel met speciale muntjes als met een chipkaart betaald worden. De prijs van een enkele rit bedraagt 10 roebel (€ 0,30). Voor 50 roebel kan een chipkaart aangeschaft worden waarop een tegoed voor een aantal ritten opgeslagen kan worden. De ritprijs hangt af van het aantal ritten dat vooraf betaald wordt, met een minimumprijs van 8 roebel per rit.
Op de Leninskaja-lijn wordt overdag gereden met een frequentie van ongeveer 4 minuten, 's avonds rijdt er minimaal eens per 20, maximaal eens per 7 minuten een trein. 
In 2001 maakten 76 miljoen reizigers gebruik van de metro.